# باسم الفتحی
باسم الفتحی (عربی: باسم فتحي عمر عثمان؛ زادهٔ ۱ اوت ۱۹۸۲) بازیکن فوتبال اهل اردن بود.
از باشگاه‌هایی که در آن بازی کرده است می‌توان به باشگاه ورزشی الشمال، باشگاه فوتبال الوطنی عربستان سعودی، و باشگاه ورزشی الوحدات اشاره کرد.
وی همچنین در تیم ملی فوتبال اردن بازی کرده است.